# Skogsdödgrävare
Skogsdödgrävare (Nicrophorus investigator) är en  skalbagge. Skalbaggarna gräver ner olika as vari honorna lägger äggen.

## Beskrivning
Arten är övervägande svart med vanligen två rödorange tvärband på täckvingarna. På äldre individer (eller döda exemplar) kan tvärbanden vara nästan bruna. Antennerna är svarta, med de yttersta segmenten röda. Halsskölden är bredare framtill, täckvingarna bredare baktill. De bakkroppssegment som inte skyls av täckvingarna har kort, svart behåring, med undantag av det sista segmentet som är gulhårigt. Gula hår finns även på undersidan; vid mellankroppen och bakkroppsspetsen. Kroppen är mellan 12 och 23 mm lång.

## Utbredning
Arten finns i stora delar av Europa utom Iberiska halvön, och glesare österut till Japan, samt i Nordamerika i Kanada och stora delar av norra och mellersta USA. i Sverige finns arten i hela landet, och i Finland har de flesta fynden gjorts i södra delarna av landet, med en del fynd sträckande sig norrut, främst längst västkusten, och bara någon enstaka individ norr om Rovaniemi i Lappland. Den är vanlig i båda länderna, och har klassificerats som livskraftig där.

## Ekologi
Som alla dödgrävare förekommer arten på kadaver av större djur. Oftast hjälps flera individer åt att gräva ner kadavret. Därefter brukar djuren slåss inbördes tills bara en individ av varje kön finns kvar, varpå dessa parar sig. Ibland kör honan bort hanen direkt efter parningen. Honan lägger omkring 20 ägg på kadavret, som kläcks efter omkring 5 dygn. Under de första dagarna matar honan larverna, som är för svaga för att äta själv. Sedan matar honan sin avkomma efter varje hudömsning, då käkarna åter är för svaga för att larverna skall kunna äta av födan. Först efter tredje hudömsningen är larverna tillräckligt starka för att kunna äta själva hela tiden.
De vuxna skalbaggarna kan även påträffas på ruttnande materia som bland annat komposter, där de jagar larver av flugor och andra insekter för egen konsumtion.